# Al Hubbard
Pour les articles homonymes, voir Hubbard.
Allan Hubbard dit Al Hubbard (1913 - mai 1984) est un animateur des studios Walt Disney Pictures et un auteur américain prolifique de bandes dessinées.
Il est connu pour son travail pour les studios MGM (Tom et Jerry), Warner Bros. (Sylvestre le chat), Walter Lantz et Disney. Pour Disney, il dessina de nombreuses histoires tant pour les comic-books que pour le Studio Program (histoires exportées des États-Unis vers l'Amérique du Sud et l'Europe).